# Autrécourt-sur-Aire

Autrécourt-sur-Aire este o comună în departamentul Meuse din nord-estul Franței. În 2010 avea o populație de 130 de locuitori.

## Evoluția populației
| An        | 1975 | 1982 | 1990 | 1999 | 2006 | 2010 |
| --------- | ---- | ---- | ---- | ---- | ---- | ---- |
| Populație | 105  | 96   | 105  | 110  | 131  | 130  |